# Ilia Kitup
Ilia Kitup (russisch Илья Владимирович Китуп, Ilja Wladimirowitsch Kitup; * 11. März 1964 in Vilnius, heute Litauen) ist ein russischer Dichter, Künstler, Comic-Zeichner und Herausgeber. Er lebt in Berlin.

## Leben und Werk
Ilia Kitup wuchs in Vilnius auf und besuchte dort eine englische Spezialschule. Er studierte Russische Sprache und Literatur an der  Philologischen Fakultät der Moskauer Lomonossow-Universität. Seit 1991 betreibt er den Propeller-Verlag.

## Werke
- Die ganze Welt. Gedichte (russisch), Moskau 1991.
- Alles um uns herum. Gedichte (russisch), Moskau 1991.
- Mamma-Kosmos. Gedichte (russisch), Moskau 1991.
- 18 Sekunden. Gedichte (deutsch), Propeller und Galerie P. Böttcher, Berlin, 2001.
- Gibt’s Leben auf dem Mars? Gedichte (russisch), Propeller und Galerie P. Böttcher, Berlin, 2003.
- Das Lied von der Galaktischen Union. 50 Lieder (russisch), Berlin 2008.
- Vjesná. Poem (russisch), Berlin 2009.
- In unserer Stadt. Poem (russisch), Berlin 2009.
- Die Welt, wie die wirklich ist. 30 Lieder (russisch), Berlin 2009.
- Du, Roboter. Gedichte (russisch), Berlin 2009.
- Bemerkenswerte Personen und Wesen. 51 Lieder (russisch), Berlin 2010.
- Talente. Poem (russisch), Berlin 2011.
- The Martian Notebook. (englisch), Berlin 2012.
- Venusian Sketches.(englisch), Berlin 2013.
- Der Zwischenfall auf dem Orbit. (russisch), Berlin 2014.
- Die dralle Wurzel. (russisch), Berlin 2015.
- 1998. 2017. (russisch und deutsch), Berlin 2017.